# 愛知県道195号荒井大草線

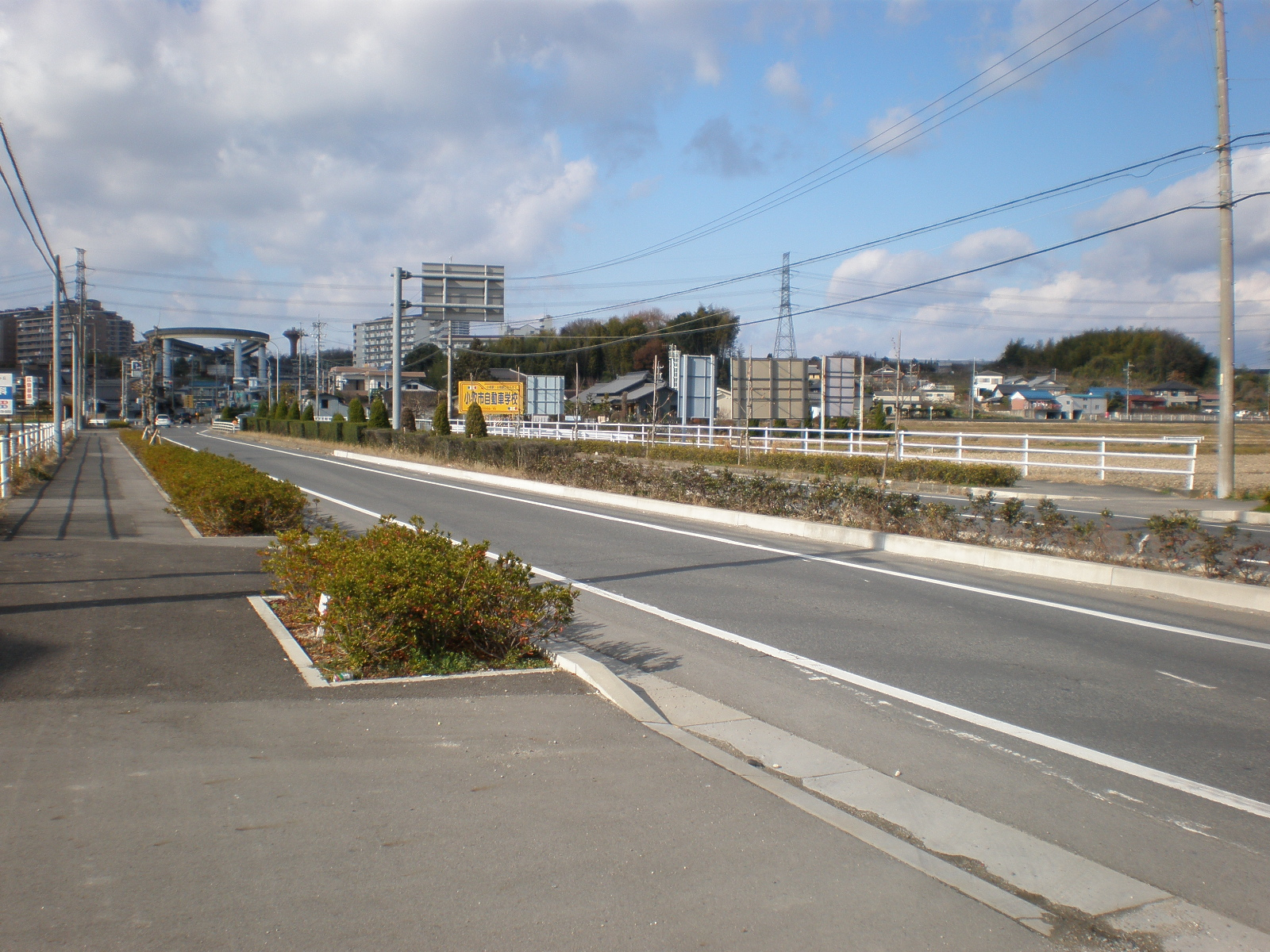
小牧市大草中

愛知県道195号荒井大草線（あいちけんどう195ごう あらいおおくさせん）は、愛知県犬山市南部と同県小牧市東部を結ぶ一般県道である。

## 概要

### 路線データ
- 起点：愛知県犬山市山ノ鼻
- 終点：愛知県小牧市大草（大草東交差点）

## 沿革
- 1959年12月15日：認定

## 地理

### 通過する自治体
- 愛知県
  - 犬山市 -  小牧市

### 交差する道路
- 愛知県道177号大県神社線（犬山市楽田地区山ノ鼻地内）
- 愛知県道178号明知小牧線（池之内交差点）
- 愛知県道453号明治村小牧線（篠岡交差点）
- 愛知県道196号神屋味美線（大草交差点）
- 愛知県道199号高蔵寺小牧線（大草東交差点）

### 沿線
- 桃花台ニュータウン